# 羅馬 (愛荷華州)
羅馬（英語：Rome）是一個位於美國愛荷華州亨利縣的城市。

## 地理
羅馬的座標為40°58′59″N 91°40′59″W / 40.98306°N 91.68306°W，而該地的平均海拔高度為182米（即597英尺）。

## 人口
根據2010年美國人口普查的數據，羅馬的面積為0.34平方千米，當中陸地面積為0.34平方千米，而水域面積為0.00平方千米。當地共有人口117人，而人口密度為每平方千米344人。